# Norma semiimperatywna
Norma semiimperatywna lub semidyspozytywna (łac. ius semidispositivum; jednostronnie względnie obowiązująca lub jednostronnie bezwzględnie obowiązująca) – norma prawna, której obowiązywanie (wiązanie, stosowalność) można wyłączyć w stosunkach między określonymi podmiotami zgodną wolą takich podmiotów pod warunkiem jednak przyjęcia w jej miejsce regulacji bardziej korzystnej dla podmiotu, którego interesy są nią chronione (jest nim najczęściej podmiot „słabszy”), lub regulacji w większym stopniu realizującej jej cel.
Normy semiimperatywne, wraz z normami względnie wiążącymi (ius dispositivum), są charakterystyczne dla stosunków zobowiązaniowych, a w szczególności stosunków umownych, między podmiotami niezależnymi i równymi z formalnego punktu widzenia. Ustawodawca dostrzegając jednak ekonomiczną nierówność między niektórymi podmiotami decyduje się na wprowadzenie norm chroniących słabszą stronę stosunku prawnego a zarazem gwarantujących tzw. swobodę umów, czyli właśnie normy semiimperatywne. Strony mogą regulować swoje uprawnienia i obowiązki w sposób odmienny od dyspozycji zawartej w takiej normie, jednak aby zmiany takie były skuteczne muszą być one korzystniejsze dla strony słabszej. 
Norma semiimperatywna wyznacza granicę ochrony dla strony słabszej: 
- minimalny zakres uprawnień (którego nie można ograniczyć, ale można rozszerzyć) lub
- maksymalny zakres obowiązków (którego nie można rozszerzyć, ale można ograniczyć).

Normy semiimperatywne stosuje się w prawie konsumenckim, np. konsument ma prawo odstąpienia od umowy z przedsiębiorcą zawartej na odległość lub poza lokalem przedsiębiorstwa w ciągu określonego czasu bez podania przyczyny. W umowie strony mogą jednak ten czas wydłużyć, nie mogą zaś tego okresu skrócić lub w ogóle wyłączyć możliwość odstąpienia od umowy przez konsumenta.
Innym przykładem zastosowania norm semiimperatywnych są normy prawa pracy, określające minimalne standardy, jakie powinien zapewnić pracodawca pracownikowi – standardy lepsze są dozwolone, ale niekonieczne.
O tym, które normy (przepisy) prawa są semidyspozytywne można dowiedzieć się bądź z treści ich samych lub treści innych norm (przepisów prawa), bądź z ich celu (istoty, funkcji, jaką mają one lub zawarta w nich regulacja prawna pełnić).